# Tench Tilghman

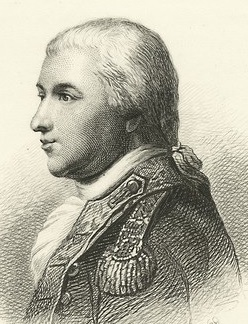
Zeichnung von Tench Tilghman in seinem Memoiren (1876)

Tench Tilghman (* 25. Dezember 1744 in Talbot County; † 18. April 1786 in Baltimore) war ein US-amerikanischer Lieutenant Colonel. Während des amerikanischen Unabhängigkeitskriegs von August 1776 bis Ende des Krieges war er einer der 32 Aide-de-camps von George Washington.

## Leben
Tench Tilghman wurde Weihnachten 1744 als erster Sohn von James und Anna Tilghman geboren. 1761 graduierte er vom College of Philadelphia und trat eine Partnerschaft mit seinem Onkel ein. Nach dem Ausbruch des amerikanischen Unabhängigkeitskriegs meldete er sich freiwillig als Lieutenant für eine Kompanie von Leichter Infanterie zur Kontinentalarmee. Im Spätsommer 1775 war er Mitglied einer diplomatischen Mission zu den Irokesen. Im August 1776 meldete er sich freiwillig Aide-de-Camp von Washington zu werden. Historiker sehen ihn als einen der wichtigsten Aide-de-camps an. Im Mai 1781 wurde er zum Lieutenant Colonel ernannt. Nach der Kapitulation vom britischen General Charles Cornwallis nach der entscheidenden Schlacht bei Yorktown wurde er von Washington ausgewählt, die Nachricht vom Sieg zum Kontinentalkongress zu bringen. Während eines Urlaubs von Militär im Frühling und Sommer 1782 machte er den Hof von Maria Tilghman, seiner Cousine und die Tochter des einflussreichen Matthew Tilghman, die er am 9. Juni 1783 heiratete. Im November 1783, also nach dem Ende des Krieges, wurde er aus dem Dienst entlassen und begann eine Zusammenarbeit mit Robert Morris, doch beendete sein frühzeitiger Tod am 18. April 1786 in Baltimore wegen seiner schlechten Gesundheit die Partnerschaft. Er wurde im Oxford Cemetery in Talbot County begraben.